# Vir (Domžale)
Vir is een plaats in Slovenië en maakt deel uit van de gemeente Domžale in de NUTS-3-regio Osrednjeslovenska. De plaats telde 3.449 inwoners op 1 januari 2020.